# Air Manas

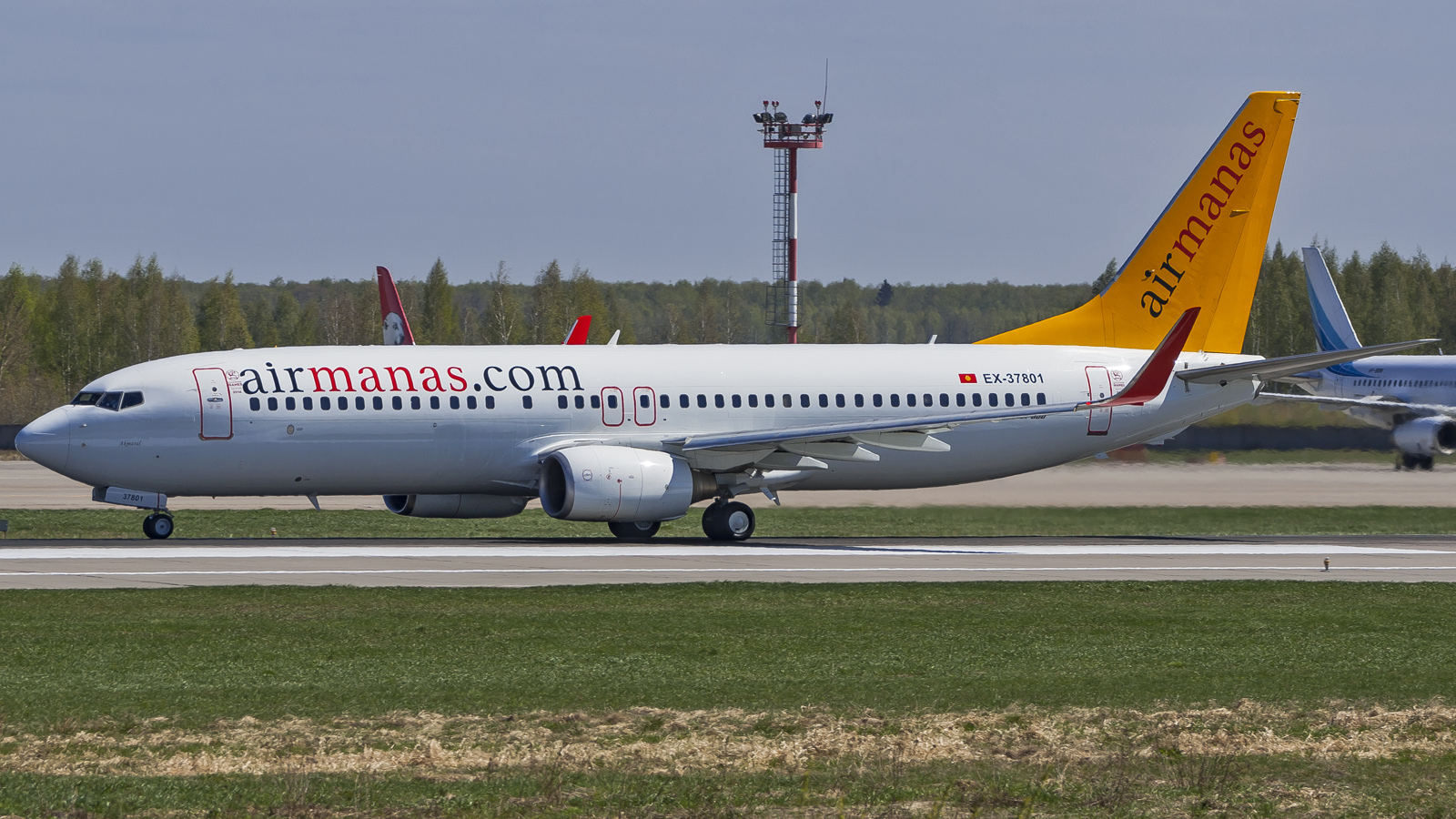
Boeing 737-800 в Московском аэропорту Домодедово

Air Manas — авиаперевозчик Киргизии, штаб-квартира в Бишкеке. Базовый аэропорт авиакомпании — «Манас». Юридическое лицо — ОсOО Авиакомпания «Эйр Манас».

## История
Компания была основана в 2006 году как Air Manas. Первый полёт был совершён в декабре 2009 года. В июне 2012 года, 49 % акций компании были куплены турецкой бюджетной авиакомпанией Pegasus Airlines, а остальные 51 % принадлежат частным лицам КР. 22 марта 2013 года был совершен первый полет в Стамбул, под брендом Pegasus Asia. Генеральным директором Авиакомпании является Талгат Шаарбекович Нурбаев..
Осенью 2015 года авиакомпания Air Manas стала самостоятельным брендом. 22 июля 2021 года она стала клиентом программы Airbus Flight Hour Services; в том же месяце в связи с освоением Airbus A220-300 и изменением стратегии развития авиации рейсы были временно приостановлены. В планах авиакомпании вывод из черного списка Евросоюза.

### Скандалы
В 2014 году участились проверки со стороны властей Киргизии, связанные с жалобами конкурентов, из-за низких цен на авиабилеты по сравнению с другими авиаперевозчиками Киргизии.

## Направления рейсов
Осуществляет регулярные и чартерные пассажирские авиаперевозки в Россию, Египет, Индии и Саудовскую Аравию. Авиакомпания осуществляет перевозки из Бишкека (международный аэропорт Манас) .

## Флот
Флот авиакомпании Air Manas по состоянию на март 2022 года состоит из следующих воздушных судов.